# Dashrath Manjhi
 (janvier 2017).
Améliorez-le ou discutez des points à vérifier. 
Dashrath Manjhi, né le 1er janvier 1934 et mort à Delhi le 10 ou le 17 août 2007, est un ouvrier indien. Il est connu pour avoir creusé, des années durant et armé d'outils rudimentaires, un passage dans une paroi rocheuse afin de raccourcir la distance séparant son village de l'hôpital le plus proche. Son accomplissement a reçu un large écho dans la presse indienne et des obsèques d'État ont été organisées à sa mort.

## Biographie
Il existe plusieurs versions des événements qui ont conduit Dashrath Manjhi à se lancer dans son œuvre titanesque, et les données chiffrées concernant son exploit varient aussi d'une source à l'autre. 
Au début des années 1960, Dashrath Manjhi vit à Gehlaur (en), un petit village du Bihar, où il gagne sa vie comme travailleur agricole. Lorsque son épouse Phaguni Devi tombe malade, il tente de l'amener à l'hôpital le plus proche, situé à Wazirganj (en). Mais en raison de la présence d'une paroi rocheuse entre Gehlaur et Wazirganj, la route fait un large détour, et Phaguni Devi meurt avant d'arriver à l'hôpital.
Pour qu'une telle tragédie ne se répète pas, Dashrath Manjhi entreprend de creuser un passage de 110 mètres de long et de 10 mètres de large dans la masse rocheuse, haute de six mètres. Seul et désargenté, il travaille avec un marteau et un ciseau, jour après jour pendant plus de vingt ans. Son œuvre est achevée au milieu des années 1980, et la distance séparant Gehlaur de Wazirganj passe alors de plusieurs dizaines de kilomètres à environ 15 kilomètres.

## Reconnaissance
Peu avant sa mort, Dashrath Manjhi est reçu avec les honneurs par le chef de gouvernement du Bihar, Nitish Kumar, qui promet la construction d'une route empruntant le passage creusé dans la roche, mais aussi l'ouverture d'un hôpital à Gehlaur même.
Son décès, survenu le 17 août 2007, est largement relayé dans la presse nationale en Inde, et le gouvernement du Bihar organise des obsèques d'État en son honneur.
En 2012, l'acteur Aamir Khan relate l'histoire de Dashrath Manjhi dans son émission télévisée Satyamev Jayate. Ketan Mehta a réalisé un film sur le même sujet, Manjhi - The Mountain Man, dont la sortie en Inde date du 21 août 2015.

## Source
- (en) Indrajit Singh. The Mountain Parted. Outlook. 3 septembre 2007.